# プレザントバレー郡区 (アイオワ州セロゴード郡)
プレザントバレー郡区は、アメリカ合衆国、アイオワ州、セロゴード郡にある16の郡区の一つである。2000年の国勢調査で、人口は494人だった。

## 地理
プレザントバレー郡区は、93.1平方キロメートル（35.95平方マイル)で、Swaledaleが含まれ、Thornton(西側の大半はグライムズ郡区にある)が含まれる。
アメリカ地質調査所によると、この郡区はPleasant Valley TownshipとRichland Lutheranの2つの霊園が含まれる。